# Rzepki (województwo łódzkie)
Rzepki – wieś w Polsce położona w województwie łódzkim, w powiecie piotrkowskim, w gminie Czarnocin.
W latach 1975–1998 miejscowość położona była w województwie piotrkowskim.
Rzepki to dawny zaścianek szlachecki. Gniazdo rodowe Rzepeckich herbu Białynia. Szlacheccy mieszkańcy Rzepek mają swych krewnych w pozostałych pobliskich zaściankach tj. w Syskach, Wodzinku, Luboni i Gołygowie.
Katoliccy mieszkańcy wsi przynależą do parafii św. Benedykta i św. Anny w Srocku w Archidiecezji Łódzkiej.  

## Przyroda
Znajduje się tam drzewo niezakwalifikowane jako pomnik przyrody, o obwodzie na pierśnicy 610 cm. Jest to drugi co do grubości i wieku wiąz pospolity (Ulmus minor) w Polsce.